# Mogods
Les Mogods sont une chaîne de montagnes du Nord de la Tunisie, culminant à 500 mètres d'altitude, à l'extrémité de l'Atlas tellien. Le relief présente une alternance de collines gréseuses et de plaines, anciens bassins lacustres, tapissées de dépôts argileux. Cette région est séparée de la Kroumirie par le lac de Nefza, lié au barrage de Sidi El Barrak.

## Localisation
Les Mogods se situent entre le littoral au nord et la vallée de la Medjerda au sud, à l'extrémité de l'Atlas tellien. Elles s'étendent du cap Negro à l'ouest à Teskraya à l'est.

## Écologie
La pluviométrie importante, 600 millimètres par an en plaine et 1 200 millimètres sur les reliefs, présente une forte irrégularité interannuelle. Elle agit sur un sous-sol acide pour donner naissance à des sols hydromorphes et bruns-acides.
La végétation forestière est dominée sur le littoral par le chêne kermes, dans les fonds de vallon par l'olivier et le pistachier lentisque, sur les versants par le chêne-liège et le pistachier lentisque. Les ripisylves sont peuplées de chêne zéen, d'aulne glutineux et de frêne oxyphylle. Elles bénéficient d'un bioclimat méditerranéen humide à hiver doux.
Cette région abrite plusieurs milieux humides, notamment ceux de la Garâa Sejnane. Ils y sont fragiles, puisque les tourbières à sphaignes, Sphagnum auriculatum, semblent y avoir disparu.